# Museo del Pueblo Noruego
El Museo del Pueblo Noruego (en noruego: Norsk folkemuseet) es un museo al aire libre ubicado en Bygdø, Oslo. 
Este museo muestra a través de 155 casas la historia y cultura de las distintas regiones de Noruega. También se encuentra allí ubicada la iglesia de madera de Gol del año 1200. Las exposiciones incluyen actividades con el personal en su traje típico, bunad, danzas típicas, artesanías y carruajes.

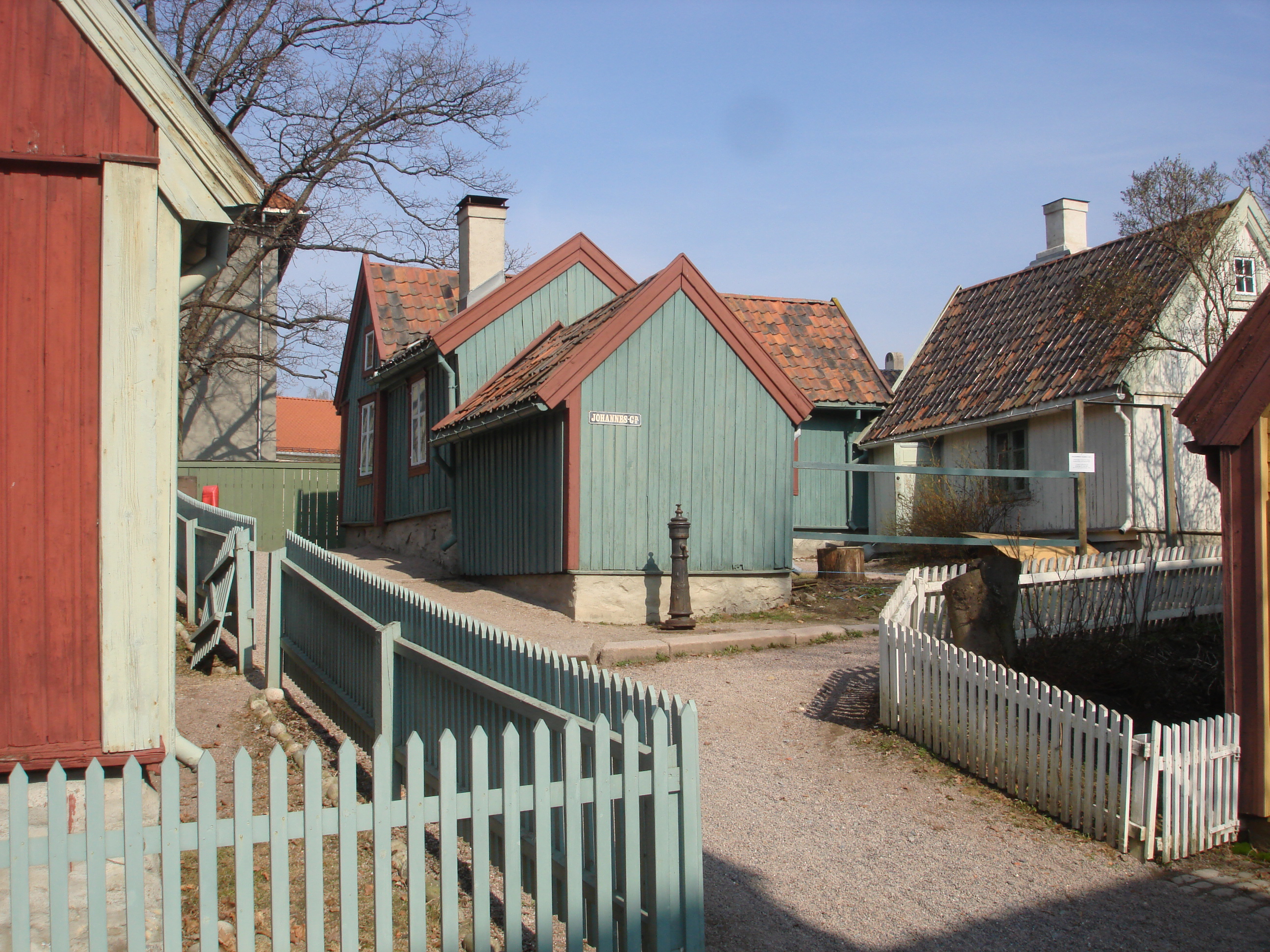